# Оссіах

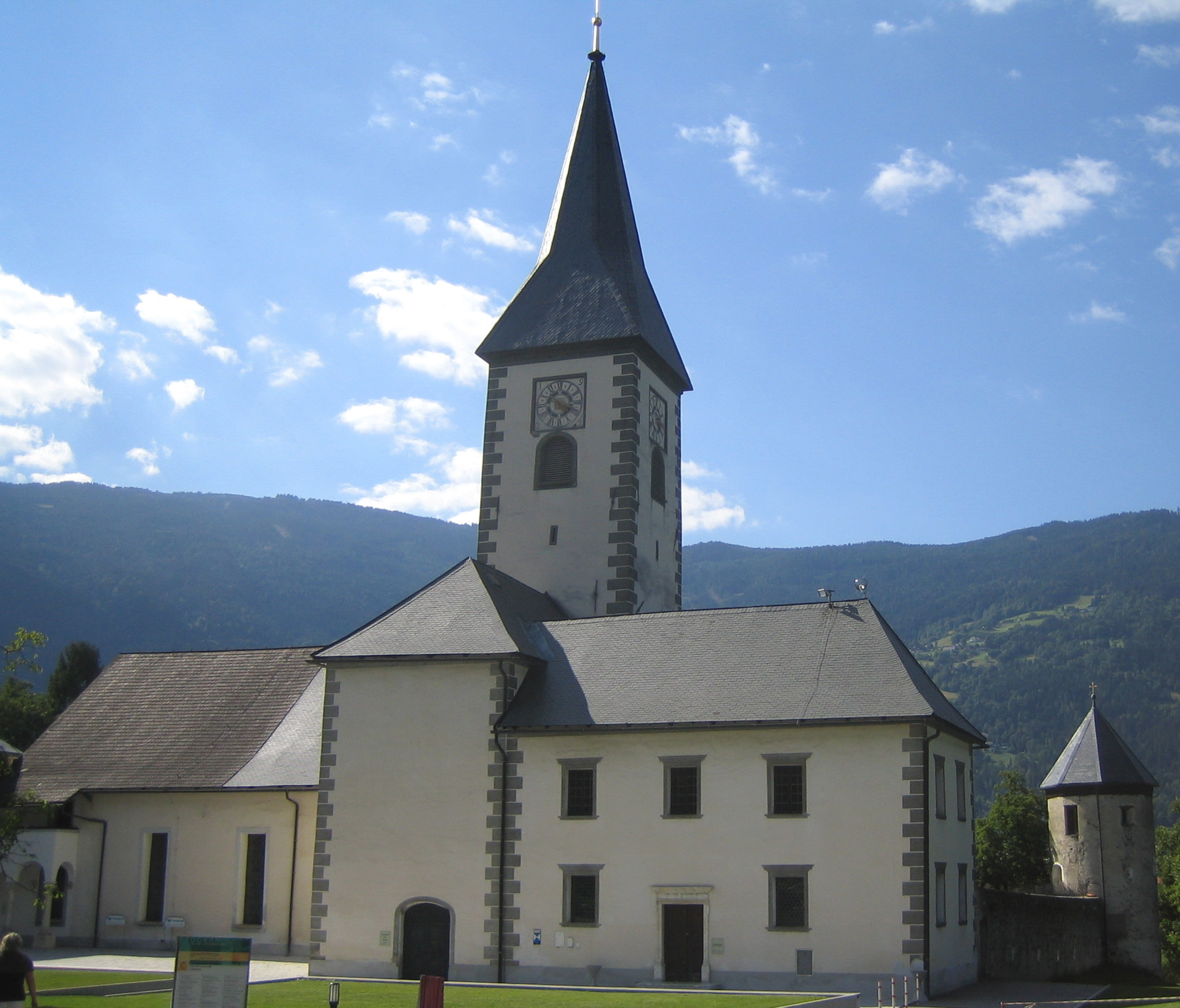
Оссіяхське абатство

Оссіах (нім. Ossiach, словен. Osoje) — громада на березі одноіменного озера в федеральній землі Каринтія, Австрія. Населення складає 719 осіб (1 січня 2015 року).

## Сусідні муніципалітети
| Штайндорф | Гіммельберг |             |
| Треффен   |             | Фельдкірхен |
| Філлах    | Вернберг    | Фельден     |